# Am Hohen Ufer

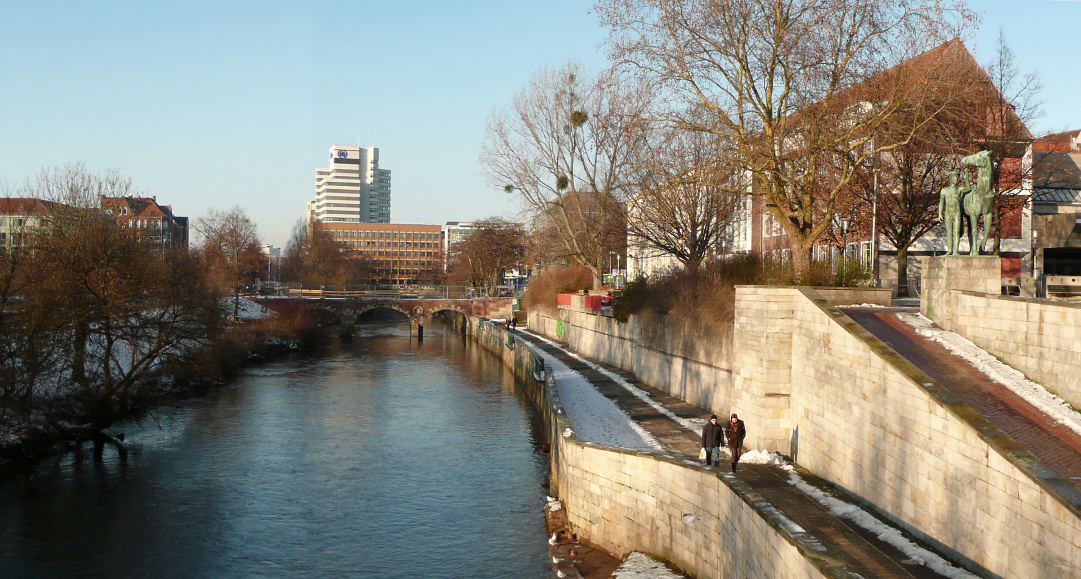
Hohes Ufer (rechts) mit Marstallbrücke und Bronzeskulptur „Mann mit Pferd“

Das Hohe Ufer in Hannover ist eine Uferstraße, die auf der östlichen Seite der Leine entlang führt. Die Straße begrenzt die Altstadt nach Westen, am gegenüberliegenden Leineufer befindet sich der Straßenzug Leibnizufer. Das Hohe Ufer liegt auf der Rückseite des alten Zeughauses, das heute zum Historischen Museum gehört. In der heutigen Fußgängerzone und auf den angrenzenden Bereichen an beiden Ufern der Leine wird jeden Samstag der Altstadt-Flohmarkt, der älteste Flohmarkt Deutschlands, veranstaltet.

## Geschichte

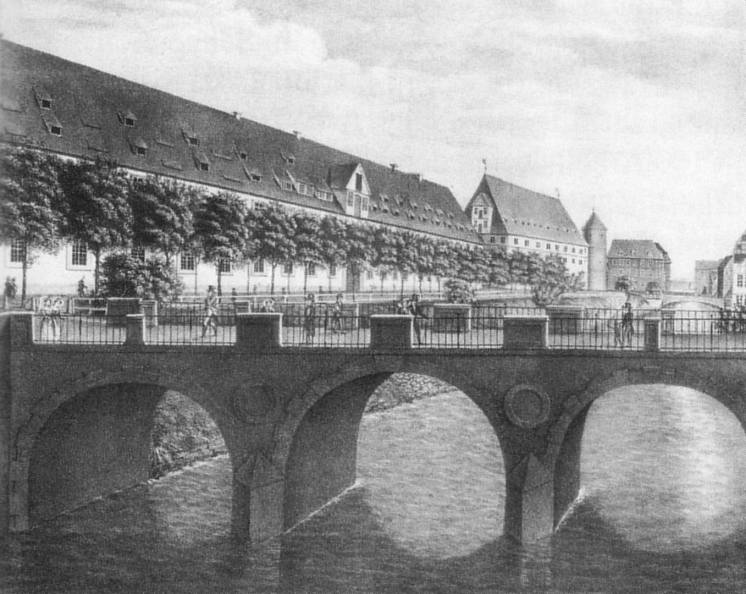
Hohes Ufer mit Marstallbrücke um 1830, dahinter Reitbahn und Zeughaus mit Beginenturm

Die Straße steht in keiner Verbindung mit dem Namen der Stadt Hannover als Hohes Ufer, da sie erst ab 1912 diese Bezeichnung trägt. Früher hieß sie auch Dreckwall und Am Marstalle. Das steile Uferprofil entstand dadurch, dass der östliche Leinerand ab 1541 mit dem Material der 1371 geschleiften Burg Lauenrode, im Bereich der heutigen Calenberger Neustadt, aufgeschüttet wurde. Der dadurch entstandene Wall war bis ins 17. Jahrhundert Teil der Stadtbefestigung, später legte man eine Reitbahn darauf an. Der mächtige Beginenturm von 1357 ist einer der wenigen Reste der Stadtbefestigung, deren Stadtmauerabschnitt nördlich des Turms beim Bau des herzoglichen Zeughauses 1643–1649 verwendet wurde.
Das Marstalltor neben dem Zeughaus zierte früher als Eingangsbereich das Reithaus des Alten Marstalls. Das Tor wurde im Jahr 1714 vom Architekten Louis Remy de la Fosse erbaut und 1967 an diese Stelle versetzt. Es trägt ein Wappen des hannoversch-englischen Königs Georg I. Auf der Martin-Neuffer-Brücke, früher Marstallbrücke, findet samstags ein Teil des Altstadt-Flohmarkts statt; sie wurde 1736/37 nach Plänen von Johann Paul Heumann errichtet. Die Brücke wurde 1680 zunächst als Holzbrücke errichtet, um die Stadt mit der neu entstandenen Vorstadt Calenberger Neustadt zu verbinden. Die heutige Steinbrücke stammt von 1737, davon sind nur noch die Stützpfeiler erhalten. Der Überbau ist wegen Kriegs- und Hochwasserschäden im 20. Jahrhundert originalgetreu in Ziegelsteinbauweise erneuert worden. Im Jahr 2009 wurde die Brücke für 500.000 Euro saniert.

## Details
Die Uferpromenade der Straße wurde 1956 mit Trümmersteinen von im Krieg zerstörten Gebäuden angelegt, die als Pflastermosaike hannoversche Stadtmotive zeigen. Früher führte hier ein abschüssiger Weg zum Fluss hinab, so konnte diese Stelle als Pferdeschwemme dienen. Durch die Umgestaltung des Uferbereiches nach dem Zweiten Weltkrieg und mit der Verkleinerung der Rampe wurde zur Erinnerung im Jahr 1957 die Bronzeskulptur „Mann mit Pferd“ von Hermann Scheuernstuhl aufgestellt. Die Skulptur steht auf einer erhöhten Plattform, die einst ein Brückenkopf der Sommerbrücke über die Leine war. 1945 wurde die Brücke abgerissen und der verbliebene Kopf der Brücke wurde zur Aussichtsplattform umfunktioniert.

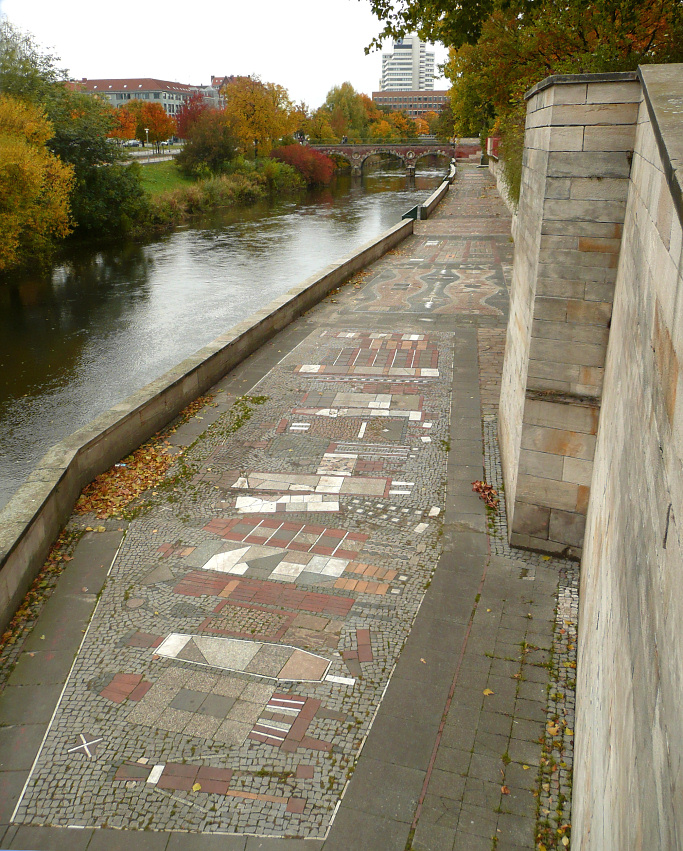
Uferpromenade mit Pflastermosaiken zu Stadtmotiven
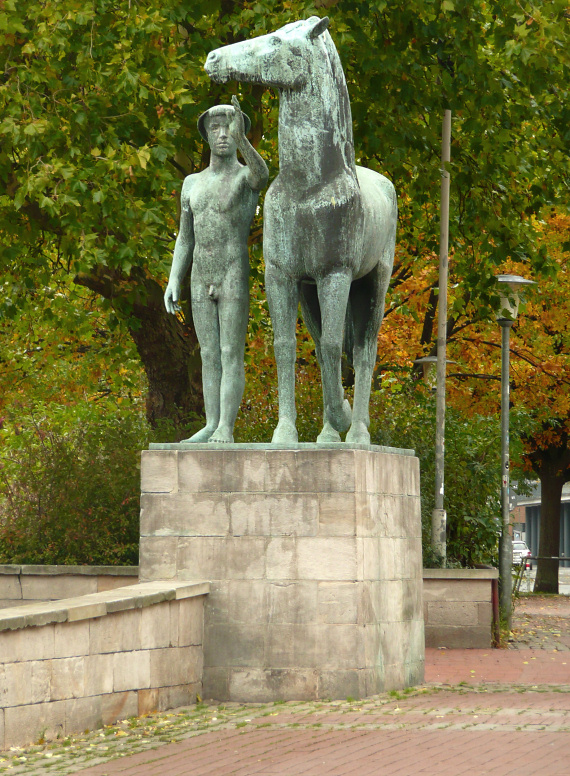
Bronzeskulptur Mann mit Pferd
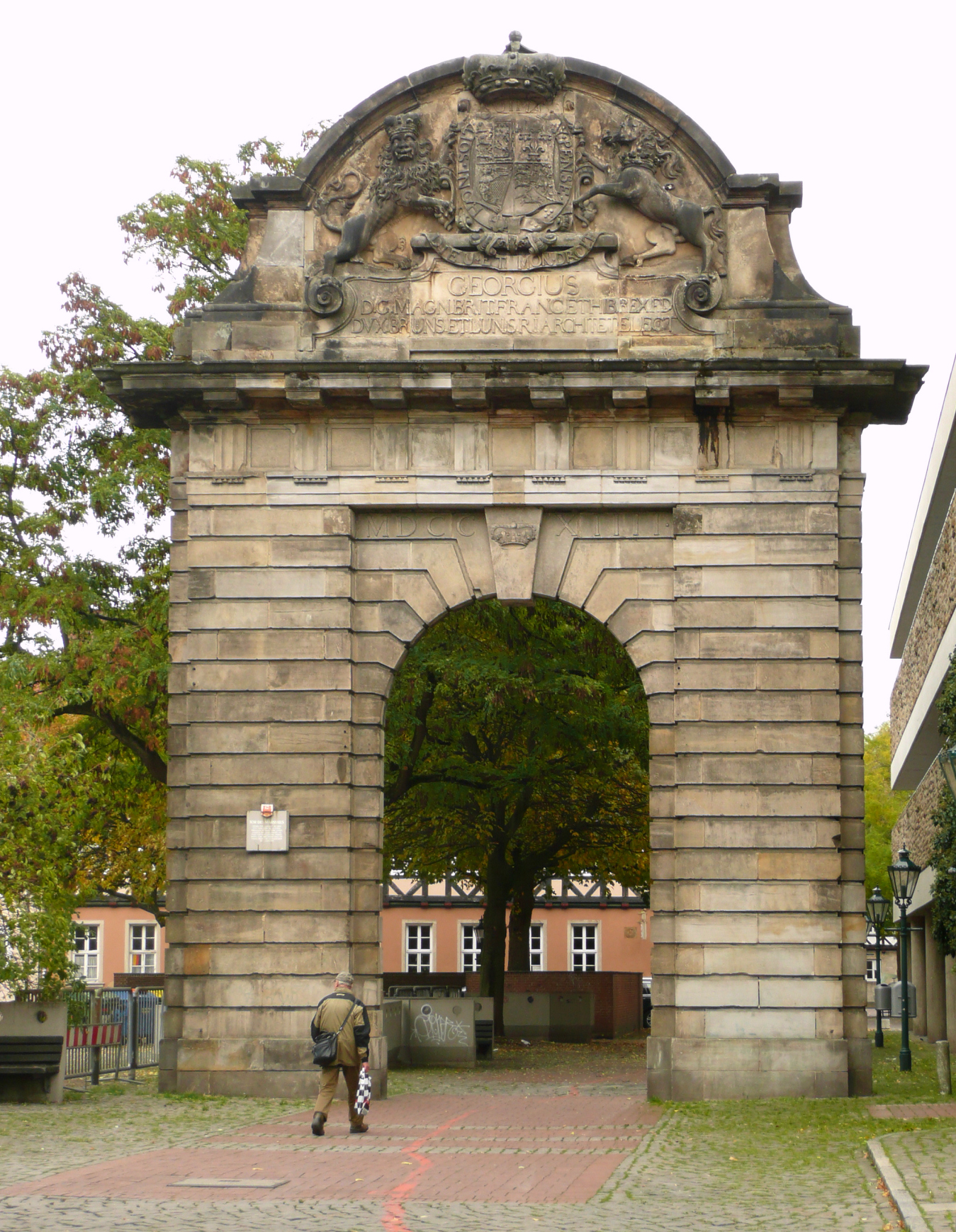
Marstalltor
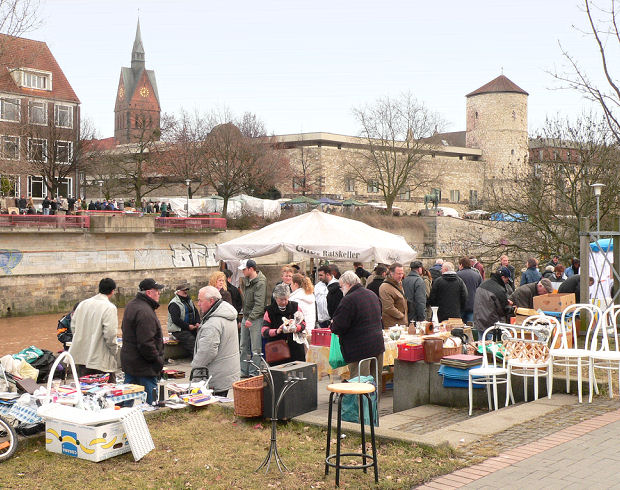
Altstadt-Flohmarkt am Leibnizufer der Leine, dahinter, gegenüberliegend das Hohe Ufer
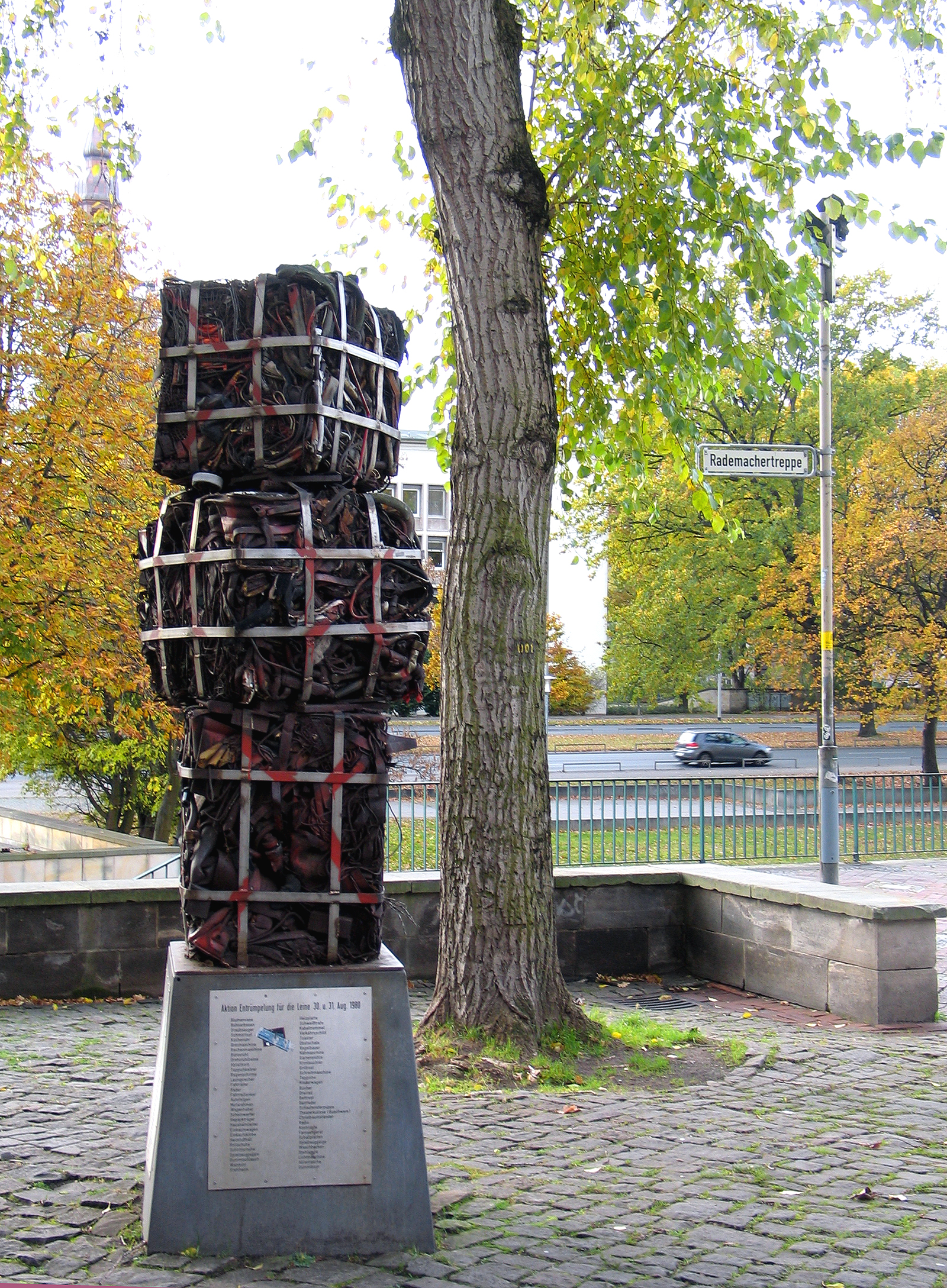
Denkmal für Kurt Schwitters und Karl Jakob Hirsch von János Nádasdy

## Stadtarchäologische Untersuchungen 2013

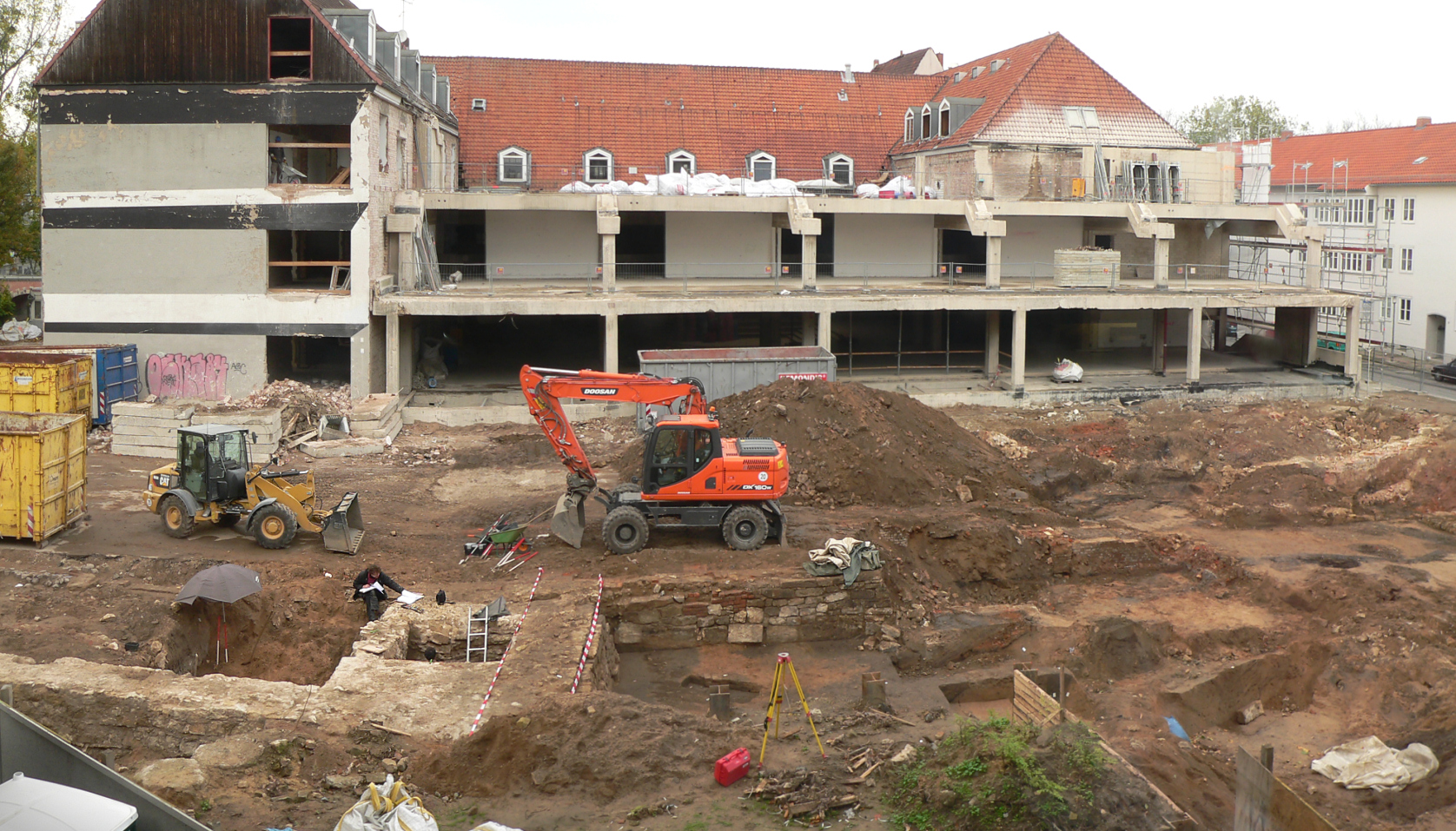
Ausgrabungsgelände am Hohen Ufer (links) mit freigelegten Stadtmauer- und Kellerfundamenten, hinten das frühere Schulgebäude im Umbau zur Volkshochschule Hannover

Während der Bauarbeiten zur Errichtung von Wohn- und Geschäftshäusern auf einem rund 3000 m² großen Grundstück am Hohen Ufer (52° 22′ 20,6″ N, 9° 43′ 52,7″ O) im Rahmen der Stadtplanung Hannover City 2020 + traten im August 2013 Bodenhorizonte zutage, in denen sich Baureste aus der mittelalterlichen Besiedlung Hannovers fanden. Das Grundstück wurde seit dem Zweiten Weltkrieg als Schulhof sowie Parkplatz genutzt. Zuvor war eine Bebauung vorhanden gewesen, die größtenteils bei den Luftangriffen auf Hannover zerstört wurde. Die Fläche liegt im Karree zwischen dem Hohen Ufer, der Burgstraße, einem früheren Schulgebäude (umgebaut zur Volkshochschule Hannover) sowie dem Weg An der Roßmühle mit dem dort befindlichen Historischen Museum.
Im Vorfeld der Bauarbeiten beauftragte der Bauherr gemäß dem im Niedersächsischen Denkmalschutzgesetz festgeschriebenen Verursacherprinzip ein Grabungsunternehmen mit der baubegleitenden archäologischen Erkundung des Baugrundes. Schon im Vorfeld wurden Funde die bis ins Mittelalter zurück reichen erwartet. Als bei den Bauarbeiten die ersten bedeutsamen Befunde auftraten, wurde aus der Erkundung eine Notgrabung zur Bergung stadtarchäologisch bedeutsamer Funde. Die Untere Denkmalschutzbehörde der Stadt Hannover und das Niedersächsische Landesamt für Denkmalpflege begleiteten die dreimonatigen bis Dezember 2013 anhaltenden Maßnahmen fachlich. Archäologisch versprachen sie sich von den Grabungen weitere Erkenntnisse über die Anfänge der Besiedlung, die im 11. Jahrhundert vermutet wird. Auch der Errichtungszeitpunkt der Stadtmauer hätte näher bestimmt werden können soweit dendrochronologisch bestimmbare Holzpfähle unter ihren Fundamenten geborgen worden wären. Allerdings hätten die Grabungen über die vorgesehene Tiefe von 3,5 Meter hinausgehen müssen, was aus finanziellen und bautechnischen Gründen nicht möglich war. Die Archäologen legten bei den Ausgrabungen vor allem Keller und Bodenschichten aus verschiedenen Zeitepochen frei, darunter die Fundamente des 1886 teilabgebrochenen Zeughauses.
Bei den Ausgrabungen wurde ein 11,5 Meter breiter und 3,5 Meter tiefer Spitzgraben entdeckt, der der Stadtmauer im Abstand von 5 Meter vorgelagert war. Er gehörte zum Wall der Stadtbefestigung, der als Dreckwall bezeichnet und schon in früheren Jahrhunderten abgetragen wurde.
Die Grabungen fanden in einem Bereich statt, in dem eine der Keimzellen Hannovers um das 11. Jahrhundert vermutet wird. Die Besiedlung soll hier aus Herrenhöfen bestanden haben, die der Kontrolle des damals bedeutsamen Überganges über die Leine gedient haben. Die frühere Gasse An der Roßmühle führte auf den einstigen Leineübergang zu, an dem ein ehemaliges Stadttor vermutet wird. Am schräg gegenüberliegenden Ufer der Leine wird der Standort der um 1215 entstandenen und später abgetragenen Burg Lauenrode vermutet. Der an den Grabungsbereich angrenzende Weg An der Roßmühle wurde 1482 als Piperstraße erwähnt, wobei die Benennung auf einen Bewohner mit dem Namen Piper zurückgeht. Später wurde die Piperstraße in Roßmühle umbenannt, da dort eine von Pferden angetriebene Göpelmühle stand.
Auf dem gegenüberliegenden Leineufer gab es Anfang 2014 aufgrund eines Bauvorhabens ein ähnliches Vorgehen durch stadtarchäologische Untersuchungen auf der ehemaligen Leineinsel Klein Venedig. Weitere Untersuchungen erfolgen ab Ende 2015 in unmittelbarer Nähe an der Leine im Bereich der Hofmarställe am Hohen Ufer. Die drei Untersuchungen stellen die ersten größflächigeren Ausgrabungen in der hannoverschen Altstadt seit den stadtarchäologischen Untersuchungen in den Jahren 1982 bis 1987 am Bohlendamm, der zwischen der Marktkirche und dem Leineschloss verläuft, dar.

### Funde

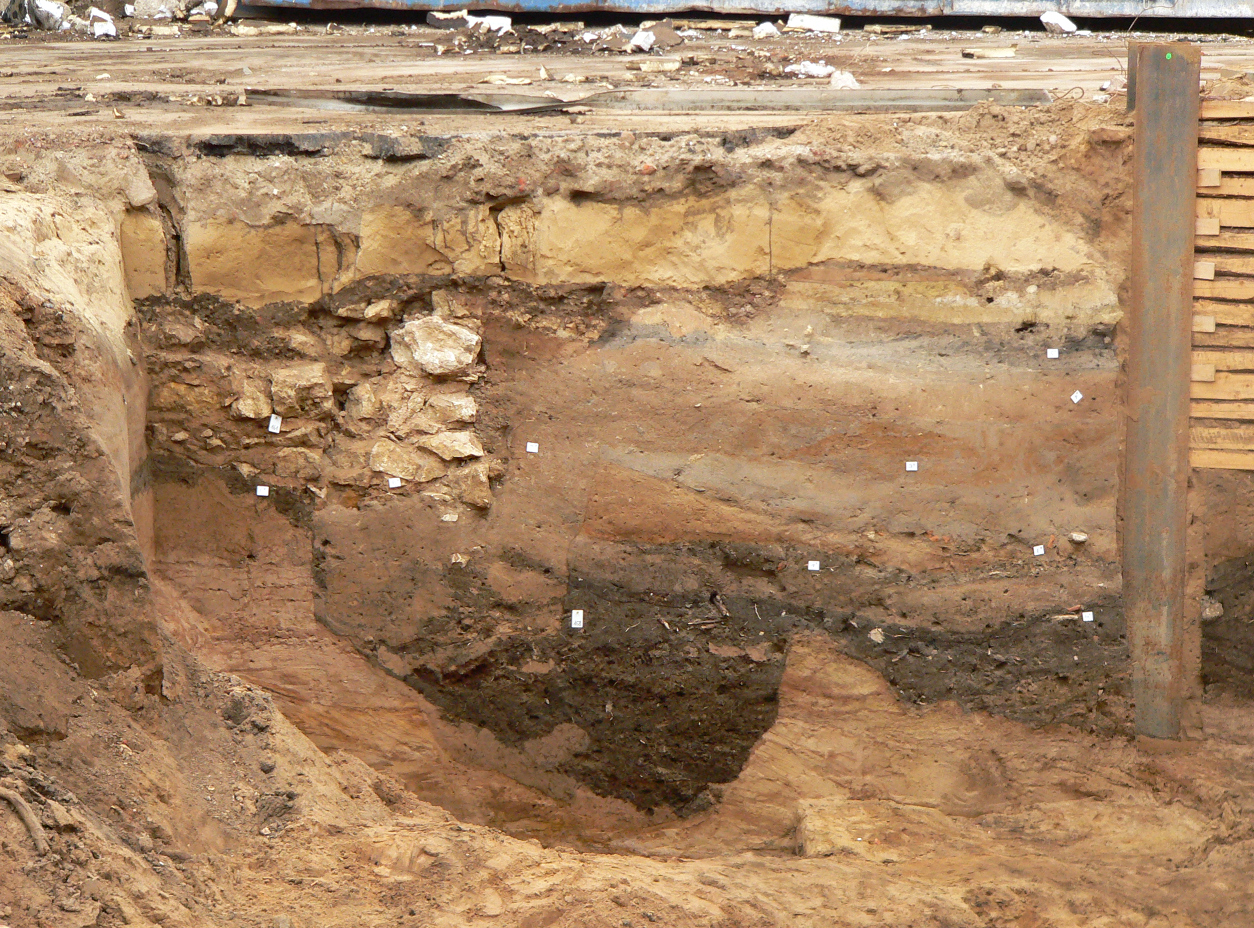
Grabungsprofil mit unterschiedlichen Bodenhorizonten, links helle Fundamentmauer aus barocker Zeit, darunter dunkle Abfallgruben aus dem Mittelalter

Festgestellte Funde und Befunde waren zwei Krüge aus dem 12. Jahrhundert, eine Silbermünze von 1482, Fundamente der mittelalterlichen Stadtmauer, ein Brunnen, zwei Kloaken sowie Keramiken des 15. Jahrhunderts. Um den weiteren Verlauf der Stadtmauer an den Stellen zu erkunden, an denen nicht gegraben werden konnte, wurde Georadar eingesetzt. Zum Ende der Ausgrabungen wurden unter den Fundamenten der Stadtmauer Reste eines ungewöhnlich großen Hauskellers (6 × 9 Meter) aus etwa der Mitte des 12. Jahrhunderts entdeckt, dessen darüber liegendes Haus ein Brand zerstört hatte. Im Keller fanden sich verkohle hölzerne Balken und mittelalterliches Spielzeug, wie Glasmurmeln. Eine dendrochronologische Untersuchung der beim Hausbau verwendeten Bäume ergab ein Fälldatum für das Jahr 1177. Bei dem Befund könnte es sich um den archäologischen Nachweis der historisch überlieferten Niederbrennung Hannovers im Jahr 1189 durch Heinrich VI. im Verlaufe eines Kriegszuges gegen Heinrich der Löwe, bei der die Burg Limmer angegriffen wurde.

### Bombenfund
Gleich zu Beginn der Ausgrabungen im August 2013 wurde in einem verschütteten Keller ein Blindgänger einer US-amerikanischen 500 kg Fliegerbombe aus dem Zweiten Weltkrieg gefunden, deren Entschärfung zu einer sofortigen und großräumigen Evakuierung der Innenstadt führte.